# Fernando Ocaranza Carmona
Fernando Ocaranza Carmona (* 1876 in Mexiko-Stadt; † 1965 ebenda) war ein mexikanischer Chirurg und Rektor der Universidad Nacional Autónoma de México (UNAM).

## Leben
Ocaranza, Sohn von Ramón Ocaranza und'Antonia Carmona, studierte bis 1900 am Instituto Científico y Literario de Toluca, anderen Quellen nach eventuell an der Escuela Nacional de Medicina. Zu den Kliniken, in denen er praktiziert haben soll, zählen das Hospital Municipal de Guaymas, das Militärkrankenhaus und das Hospital de la Cruz Roja (Rot-Kreuz-Krankenhaus) sowie das Hospital General (Hauptklinikum) von Mexiko-Stadt. 1901 heiratete er Loreto Esquer. Aus der Ehe ging der gemeinsame Sohn José Ocaranza Esquer hervor, der ebenfalls Mediziner wurde. 1909 erhielt er die Zulassung als Facharzt für Chirurgie.
Er war wohl Leiter des Instituto de Biología. Ab 1915 dozierte er, war Professor für Physiologie an der Escuela Médico Militar und der Escuela Nacional de Medicina. An letzterer war er von 1921 bis 1923 Generalsekretär und von 1924 bis 1934 Direktor. Zudem war er auch Professor an der Escuela Nacional de Altos Estudios (ENEA). Vom 26. November 1934 bis zum 17. September 1935 war er Rektor der UNAM. 1945 wurde er Mitglied des ersten Universitätsvorstandes der UNAM und erhielt 1949 den Ehrendoktortitel der UNAM.

## Veröffentlichungen
- 1931: Lecciones de Biología General (Unterrichtshilfen für die allgemeine Biologie)
- 1933–1934: Capítulos de Historia Franciscana (Kapitel der Franziskanergeschichte)
- 1934: El imperial colegio de indios de la Santa Cruz de Santiago Tlaltelolco, Colegio de Santa Cruz de Tlaltelolco
- 1939: Crónica de las Provincias Internas de la Nueva España (Chronik der internen Provinzen Neuspaniens), in The Hispanic American Historical Review, Band 20, Nummer 1, S. 138–139
- 1940: Fisiología Humana (Menschliche Physiologie)
- 1940: Novela de un Médico (Novelle eines Mediziners; Autobiografie)
- 1943: La tragedia de un Rector (Tragödie eines Rektors; Autobiografie)